# Lars Mapstead
Lars Damian Mapstead (ur. 1969) – amerykański przedsiębiorca, założyciel lub współzałożyciel takich firm jak FriendFinder Networks, Fupa Games i Legendary Speed.

## Życiorys
Lars Damian Mapstead urodził się w 1969 roku i dorastał w miejscowości Big Sur w Kalifornii. W latach 1989–1991 uczęszczał na uczelnię Cabrillo College w Aptos, zyskujący stopień naukowy Associate of Arts. Był założycielem lub współzałożycielem takich firm jak FriendFinder Networks, Fupa Games i Legendary Speed.
W latach 1998–2000 był właścicielem firmy Internet Presence Providers, w latach 2005–2015 wiceprezesem i kierownikiem marketingu w firmie FriendFinder Networks, w latach 2005–2008 wiceprezesem i kierownikiem marketingu w Medley.com, w 2008 roku kierownikiem marketingu w Penthouse Media Group i członkiem zarządu Keiretsu Forum, w 2011 roku prezesem Legendary Speed.
23 marca 2021 roku zarejestrował się jako kandydat na prezydenta w wyborach prezydenckich w 2024 roku. Brał udział w prawyborach Partii Libertarianskiej na ten urząd. Jego kampania koncentrowała się na reformie systemu wyborczego, gospodarki i sądownictwa, z naciskiem na obronę praw obywatelskich i wolności jednostki. Publicznie opowiadał się za minimalizacją ingerencji rządu w życie obywateli. Jest zwolennikiem ordynacji preferencyjnej Jego sloganem wyborczym było Żyj i pozwól żyć innym.